# 橘永継
橘 永継（たちばな の ながつぐ）は、平安時代初期の貴族。名は永嗣とも記される。右中弁・橘入居の長男。官位は従四位下・修理大夫。

## 経歴
左大臣・橘諸兄の子孫（曾孫）として官に就き、初め内舎人に任ぜられる。大同2年（807年）に発生した伊予親王の変に連座する。
大同5年（810年）9月の薬子の変後に許されて、同年11月従五位下に叙爵、翌弘仁2年（811年）民部少輔次いで越前介に任ぜられる。嵯峨朝では順調に昇進し、弘仁6年（815年）従五位上、弘仁8年（817年）正五位下、弘仁11年（820年）には従四位下に至る。
晩年は修理大夫を務めたが、在職中に病が重くなり、弘仁12年（821年）3月14日卒去。享年53。最終官位は修理大夫従四位下。

## 人物
才知と技芸を欠いていたという。

## 官歴
『日本後紀』による。
- 時期不詳：正六位上。内舎人
- 大同2年（807年） 11月11日：解官（伊予親王の変連座）
- 大同5年（810年） 11月22日：従五位下
- 弘仁2年（811年） 正月11日：民部少輔。正月29日：越前介
- 弘仁6年（815年） 7月13日：従五位上
- 弘仁8年（817年） 正月7日：正五位下
- 弘仁11年（820年） 正月7日：従四位下
- 時期不詳：修理大夫
- 弘仁12年（821年） 3月14日：卒去（修理大夫従四位下）

## 系譜
- 父：橘入居[1]
- 母：不詳
- 生母不明の子女
  - 男子：橘時枝[2]
  - 女子：橘数子[3] - 藤原有統室
  - 女子：藤原仲統室[3]